# Publio Cornelio Anullino (console 216)
Publio Cornelio Anullino (latino: Publius Cornelius Anullinus; fl. 216) è stato un politico e senatore dell'Impero romano.
Appartenente alla gens Cornelia, era il figlio di Publio Cornelio Anullino, amico dell'imperatore Settimio Severo. Ricoprì, come il padre, la carica di console, nel 216; era anche membro del collegio dei Salii ed era un augure.